# Lingue paleobalcaniche
Le lingue paleobalcaniche, o protobalcaniche, sono un'ipotetica famiglia linguistica che raggrupperebbe le lingue indoeuropee parlate nella penisola balcanica nell'Antichità. Ad eccezione del greco e dell'albanese, sono tutte estinte, a causa dell'ellenizzazione (a sud), romanizzazione (a nord) come pure la slavizzazione (in tutto il territorio, eccezion fatta per l'Albania e la Grecia) portata successivamente dalle migrazioni slave. Le parole del substrato di origine paleobalcanica si trovano nel romeno e, in misura minore, nelle lingue slave meridionali.
Nessuna lingua preindoeuropea dei Balcani è conosciuta, tuttavia, un possibile phylum pre-indoeuropeo nei Balcani potrebbe essere stato correlato alle lingue tirseniche, attestate nella forma di una singola iscrizione nella lingua lemnia.

## Ipotesi interpretative
A causa dell'attestazione frammentaria di molte delle lingue indoeuropee della penisola balcanica, l'aggettivo paleobalcanico resta anzitutto di natura geo-linguistica e qualsiasi ipotesi riguardo alla sua struttura interna è lontana dall'aver riscosso consenso unanime all'interno della comunità scientifica. Infatti, soprattutto per quanto riguarda le lingue illiriche, non è chiaro quale relazione di parentela, più o meno stretta, fosse esistita fra questi idiomi, pertanto resta al momento impossibile concludere se fosse di natura filogenetica o piuttosto il risultato di fenomeni di lega linguistica. Le principali attestazioni disponibili sono costituite da una manciata di parole illiriche citate in fonti classiche e da numerosi esempi di antroponimi, etnonimi, toponimi e idronimi. Attraverso le informazioni fornite dalle fonti classiche, dall'archeologia e dall'onomastica è stata ipotizzata l'appartenenza della lingua messapica alla famiglia illirica, un'altra ipotesi, che però poggia su attestazioni ancora più esigue è l'appartenenza alla famiglia illirica della lingua liburnica. Oggetto di dibattito, inoltre, è anche la possibilità che l'albanese possa essersi evoluto dal gruppo illirico, ma questa ipotesi non ha ancora ottenuto un'accettazione accademica generale. Anche la posizione della lingua peonia all'interno della genealogia indoeuropea è poco chiara, poiché i studi diversi la collocano alternativamente nel gruppo illirico o in quello tracica. Sebbene l'ipotesi di una stretta relazione tra la lingua daca e la lingua tracica, collettivamente raggruppate nelle lingue tracio-daciche, goda di un discreto consenso, più dibattuta è l'ipotesi che le lingue illiriche e tracio-daciche possano discendere da un'unica famiglia tracio-illirica. Un'altra ipotesi, infatti, accosta il tracico alla lingua misia e alla lingua frigia, che altri studi reputano essere parte dell'ipotetica famiglia greco-frigia. All'interno di quest'ultimo gruppo andrebbero incluse anche la lingua armena e le lingue elleniche. Alcuni studiosi, invece, hanno sottolineato l'esistenza di alcune caratteristiche condivise esclusivamente dal greco e dall'albanese, sostenendo come queste indichino un legame più stretto tra questi ultimi due rami, che andrebbero raggruppati nell'ipotetica famiglia greco-albanese. Per quanto riguarda le lingue elleniche è oggetto di contesa la posizione della lingua macedone antica.

## Lista delle lingue paleobalcaniche
- Lingue paleobalcaniche[18]
  - Greco-Frigio[12][19]
    - Protofrigio[20]
      - Lingua frigia (parlata in Anatolia, ma appartenente al gruppo paleobalcanico)
      - Lingua misia[11]

    - Protoarmeno
      - Lingua armena[20]

    - Protogreco
      - Lingua greca antica[18]
      - Lingua macedone antica[21][22][23][24][25]

  - Tracio-Illirico[10]
    - Illirico[26]
      - Lingua illirica[27]
      - Lingua messapica (parlata anticamente in Puglia ma appartenente al gruppo illirico)
      - Lingua liburnica[27]
      - Lingua albanese

    - Tracio-dacico[28]
      - Lingua dacica[29][30][31]
      - Lingua tracia
      - Lingua peonia[32]

## Prove
Le prove dell'esistenza della famiglia linguistica sarebbero basate su innovazioni fonetiche ed elementi morfologici e lessicali, nonché protoforme lessicali condivise da un comune substrato pre-indoeuropeo. Le caratteristiche condivise, riscontrabili in albanese, armeno e greco, includerebbero la desinenza mediopassiva della prima persona singolare *-mai e radici comuni di origine non indoeuropea quali *ai̯ĝ- "capra" e dʰeh1s- "dio". Sulla base dei termini albanesi mëz o mâz ("puledro") e mazrek ("ippicoltore"), del romeno, la cui etimologia è stata collegata al substrato dacico, mînz ("cavallo"), del messapico menzanas (presente in iscrizioni votive rivolte sia alla divinità illirica Zis che a Giove, nonché in un passo di Festo in relazione al sacrificio del cavallo praticato dai Messapi) e del tracio mezēnai (presente nell'iscrizione di un anello d'oro con l'effige cavaliere trace del ritrovato nei pressi di Kalojanovo) è stato ricostruito il vocabolo protobalcanico *me(n)zana- ("cavaliere"), contenente la radice *me(n)za- ("cavallo"). Altri collegamenti sono stati individuati tra l'albanese man ("mora di gelso") e il tracico manteia ("mora"), così come fra gli antroponimi traci Buzas, Buzo e Buzes, l'albanese buzë ("labbro"), il romeno buza ("labbro") e il termine buza ("guancia"), presente sia in bulgaro che in macedone, la cui etimologia è stata collegata a un substrato pre-slavico. Riguardo ai termini agricoli, sono state individuate radici comuni condivise da albanese e greco, come *h₂(e)lbʰ-it- "orzo" e *spor-eh₂- "seme", che sarebbero state riadattate da termini proto-indoeuropei non correlati all'agricoltura.

## Critiche
Il linguista Lucien van Beek ha mostrato scetticismo sull'esistenza della famiglia linguistica, sottolineando come una serie di potenziali tratti comuni tra la lingua greca e la lingua albanese potrebbero essere legate a un'influenza esercitata dal proto-greco sulla coeva lingua proto-albanese.